# Мониторинговая миссия ООН по правам человека в Украине
Мониторинговая миссия ООН по правам человека в Украине или ММПЧУ — это группа наблюдателей за соблюдением прав человека, созданная на Украине в 2014 году Генеральным секретарём ООН.

## Создание и цели
Мониторинговая миссия ООН по правам человека в Украине была развернута 14 марта 2014 года по приглашению правительства Украины с целью мониторинга и защиты прав человека на Украине, в частности, для «поиска ответственности» за события Революции Достоинства и для мониторинга частей Донбасса и Крыма, оккупированных российскими войсками с начала войны в Донбассе в 2014 году и аннексии Крыма Российской Федерацией.

## Руководство, методы и структура
ММПЧУ возглавляла Фиона Фрейзер в 2016 году и Матильда Богнер в марте 2022 года. ММПЧУ насчитывала 57 сотрудников в 2020 году и 60 в марте 2022 года.
Мониторинг ММПЧУ основывается на свидетельствах из первых рук людей, утверждающих о нарушениях прав человека. ММПЧУ также связывается со службами безопасности по поводу предполагаемых нарушений.

## Действия
В 2016 году ММПЧУ занималась вопросами, включавшими дела пяти человек, которые, по-видимому, содержались в тайных тюрьмах Харькова Службой безопасности Украины, а также оказывала юридическую защиту жертвам нарушений прав человека. ММПЧУ не получила доступа к местам содержания под стражей к декабрю 2016 года в частях Донбасса, оккупированных российскими войсками.
В декабре 2016 года Фрейзер, в то время глава ММПЧУ, заявила, что поддержка гражданского общества сыграла значительную роль в оказании помощи внутренне перемещённым лицам за предыдущие два с половиной года.
30 марта 2022 года Мишель Бачелет, Верховный комиссар ООН по правам человека, заявила, что ММПЧУ имеет на Украине 60 наблюдателей за соблюдением прав человека. ММПЧУ зафиксировала 24 «заслуживающих доверия утверждения» о применении Россией кассетных боеприпасов и 77 случаев повреждения медицинских учреждений во время вторжения России на Украину в 2022 году. Бачелет заявила: «Массовое разрушение гражданских объектов и большое количество жертв среди гражданского населения убедительно указывают на то, что фундаментальные принципы разграничения, пропорциональности и предосторожности не соблюдались в достаточной степени».